# 向原駅
向原駅（むかいはらえき）は、広島県安芸高田市向原町坂にある、西日本旅客鉄道（JR西日本）芸備線の駅である。旧高田郡向原町の中心部にある駅である。

## 歴史
- 1915年（大正4年）4月28日：芸備鉄道開業時に開設[2]。
- 1937年（昭和12年）7月1日：芸備鉄道買収により国有化[2]。鉄道省芸備線の駅となる。
- 1971年（昭和46年）12月10日：貨物取扱廃止[3]。
- 1985年（昭和60年）3月14日：荷物扱い廃止[2]。
- 1986年（昭和61年）3月26日：現駅舎が竣工。
- 1987年（昭和62年）4月1日：国鉄分割民営化により西日本旅客鉄道の駅となる[2]。
- （時期不明）：ジェイアール西日本広島メンテックによる業務委託駅となる。
- 1998年（平成10年）2月：みどりの窓口営業開始[4]。
- 2002年（平成14年）10月5日：ダイヤ改正により、快速列車（後の「通勤ライナー」）の停車駅となる。
- 2003年（平成15年）10月1日：ダイヤ改正により、快速「みよしライナー」の停車駅となる。
- 2004年（平成16年）3月1日：安芸高田市成立に伴い、所在地表示が広島県安芸高田市向原町坂になる。
- 2007年（平成19年）7月1日：ダイヤ改正により、急行「みよし」と快速「通勤ライナー」（共に当駅停車）が全廃され、快速「みよしライナー」に再編。
- 2018年（平成30年）7月6日：豪雨災害により営業休止。
- 2019年（平成31年）4月4日：三次駅 - 中三田駅間で暫定的に運転再開[5]。
- 2021年（令和3年） 
  - 5月31日：この日をもってみどりの窓口が営業を終了[6]。
  - 6月1日：この日より終日無人駅となる[6][7]。

## 駅構造
島式ホーム1面2線と側線を有し、列車交換可能な地上駅である。線路西側にある駅舎はスーパーや安芸高田市地場産業振興センター等と合築のとても大きく新しいものとなっている。改札口等は2階に設けられており、そこからホームの広島寄りに向けて跨線橋が延びている。
三次鉄道部管理の無人駅である。かつてはJR西日本広島メンテックによる業務委託駅で、みどりの窓口が設置されていた。往復乗車券・磁気定期券（通勤定期券・FREX定期券）の購入に対応した券売機に更新された。
快速「みよしライナー」も停車する。2007年6月30日までは急行列車も停車していた。

### のりば
| のりば | 路線   | 方向 | 行先             |
| ------ | ------ | ---- | ---------------- |
| 1      | 芸備線 | 上り | 甲立・三次方面   |
| 2      | 芸備線 | 下り | 志和口・広島方面 |

- 2016年3月現在、ホームの方面案内板にのりば番号が表記されている。

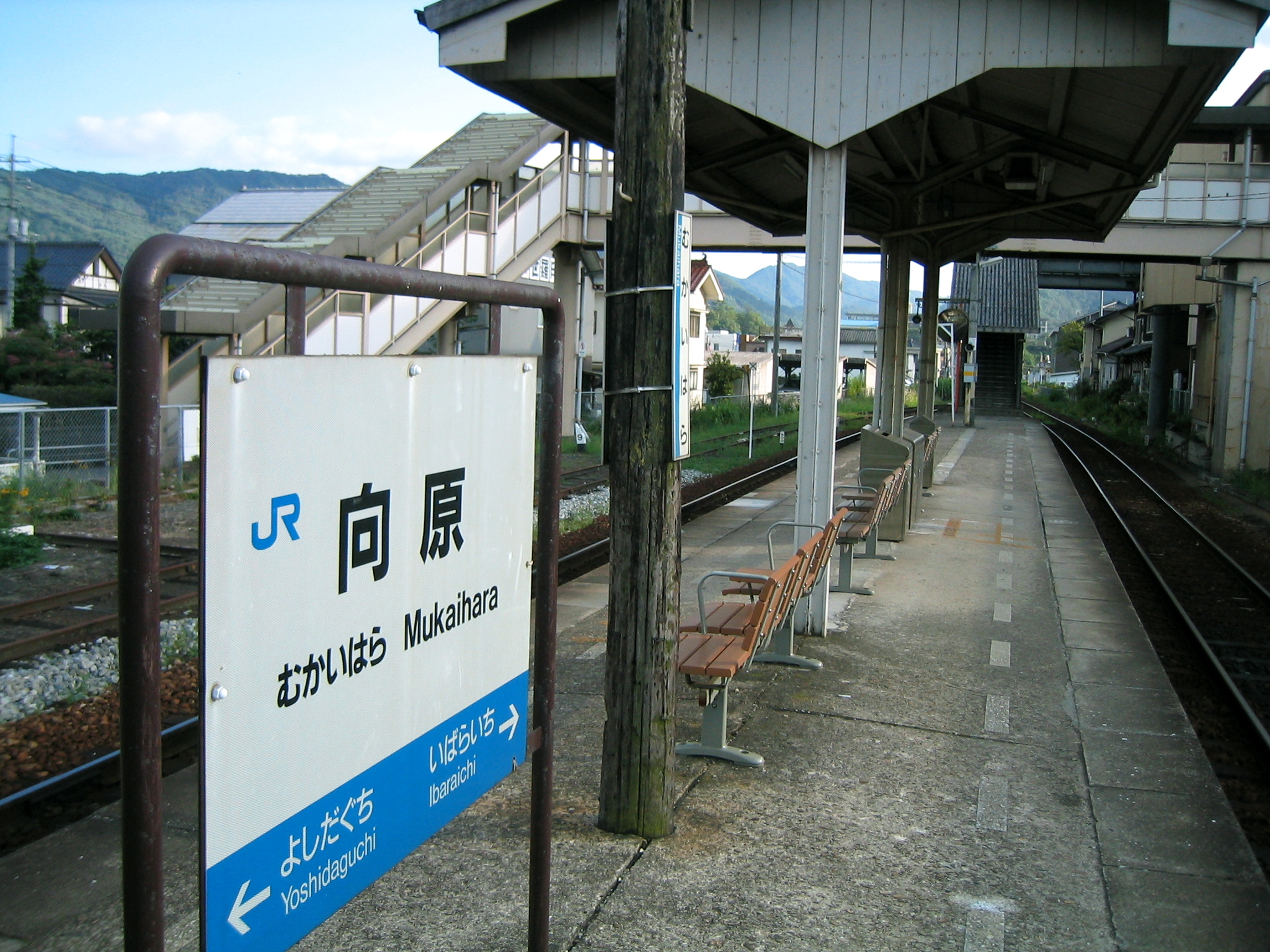
ホームと駅名標（2004年）

## 利用状況
1日平均乗車人員は以下の通り。
| 年度                | 1日平均 乗車人員 | 出典   |
| ------------------- | ---------------- | ------ |
| 1989年（平成 元年） | 585              | [ 11 ] |
| 1990年（平成02年）  |                  |        |
| 1991年（平成03年）  |                  |        |
| 1992年（平成04年）  | 604              | [ 12 ] |
| 1993年（平成05年）  |                  |        |
| 1994年（平成06年）  |                  |        |
| 1995年（平成07年）  |                  |        |
| 1996年（平成08年）  |                  |        |
| 1997年（平成09年）  |                  |        |
| 1998年（平成10年）  | 565              | [ 13 ] |
| 1999年（平成11年）  |                  |        |
| 2000年（平成12年）  |                  |        |
| 2001年（平成13年）  |                  |        |
| 2002年（平成14年）  | 468              | [ 14 ] |
| 2003年（平成15年）  |                  |        |
| 2004年（平成16年）  |                  |        |
| 2005年（平成17年）  | 343              | [ 15 ] |
| 2006年（平成18年）  | 350              | [ 15 ] |
| 2007年（平成19年）  | 353              | [ 15 ] |
| 2008年（平成20年）  |                  |        |
| 2009年（平成21年）  | 349              | [ 16 ] |
| 2010年（平成22年）  | 347              | [ 16 ] |
| 2011年（平成23年）  | 341              | [ 16 ] |
| 2012年（平成24年）  | 342              | [ 16 ] |
| 2013年（平成25年）  | 349              | [ 16 ] |
| 2014年（平成26年）  | 327              | [ 16 ] |
| 2015年（平成27年）  | 335              | [ 16 ] |
| 2016年（平成28年）  | 319              | [ 16 ] |
| 2017年（平成29年）  | 308              | [ 7 ]  |
| 2018年（平成30年）  | 212              | [ 7 ]  |
| 2019年（令和 元年） | 204              | [ 7 ]  |
| 2020年（令和02年）  | 205              | [ 17 ] |
| 2021年（令和03年）  | 202              | [ 18 ] |

## 駅周辺
- 安芸高田市役所 向原支所（旧・向原町役場）
- 安芸高田市立向原中学校
- 安芸高田市立向原小学校
- 広島県立向原高等学校
- 向原郵便局
- 広島銀行向原支店
- 高嶽山
- 平畝山
- 泣き別れ - 駅の北側に中央分水界があり、三篠川（太田川水系・瀬戸内海側）と可愛川（江の川水系・日本海側）に分かれている。

## バス路線

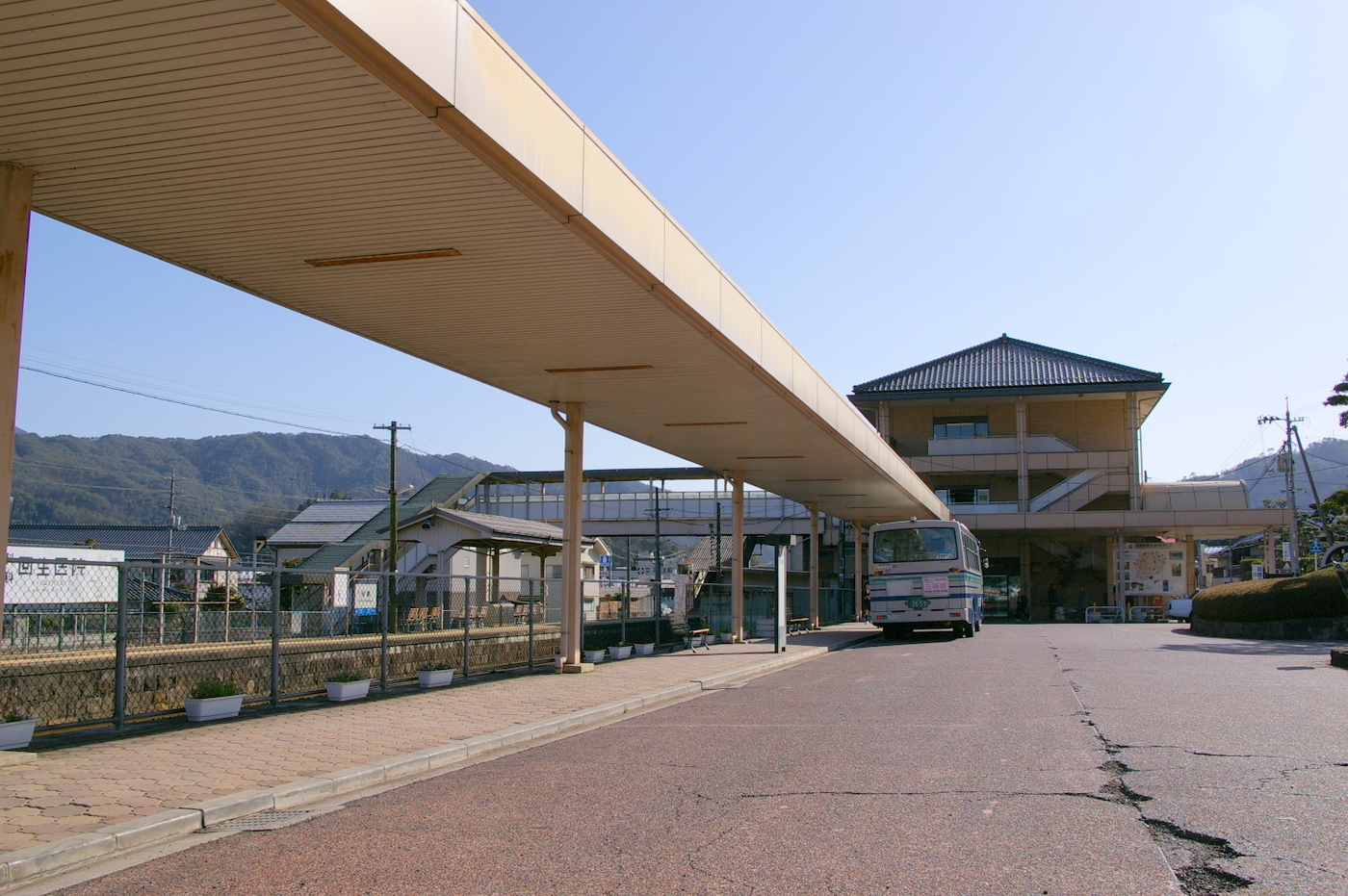
駅前ロータリー（2007年2月）

駅前ロータリー内に「向原駅」停留所があり、備北交通とお太助バス（コミュニティバス）の路線が乗入れる。
備北交通
- 高田南部線
  - 吉田出張所 / 北部医療センター

※日曜・祝日は全便運休。北部医療センター行は夕方に下長田止りと志屋止りが各1便ずつ設定されている。
お太助バス（コミュニティバス）
- 出口線
  - 出口

※日曜・祝日は全便運休。
- 上有留線
  - 吉田出張所 / 上有留

※日曜・祝日は全便運休。冬期（12月25日 - 翌年2月末日）は運行ダイヤを変更する。

## 隣の駅
西日本旅客鉄道（JR西日本）
 芸備線
■快速「みよしライナー」
甲立駅 - 向原駅 - 志和口駅
■普通
吉田口駅 - 向原駅 - 井原市駅